# Victoria Benedictssons park
Victoria Benedictssons park är en park i Stadshagen på Kungsholmen i Stockholms innerstad. Parken, som är uppkallad efter Victoria Benedictsson, ligger i korsningen mellan Mariedalsvägen och Hornsbergs Strand och invigdes den 26 september 2024.

## Bakgrund
I Stockholms detaljplan för området ingår bland annat ca 1700 nya bostäder. Pengar som blir över från byggprojektet vill man ge tillbaka till staden med investeringar i det offentliga rummet. Victoria Benedictssons park är ett exempel på det. Platsen har tidigare kallats Mariedalsparken i folkmun. Nu uppkallas den efter 1800-talsförfattaren.

## Utformning

### Miljötänk
Parken är också en del i Stockholms arbete för bättre miljö. I parken har en anläggning byggts för rening av dagvatten från omkringliggande gator. Anläggningen består av flera terrasserade sektioner med sandigt material genom vilket dagvattnet filtreras och renar vattnet på dess väg ner till Karlbergskanalen.

### Rekreation och lek
Anläggningen fyller även en rekreerande funktion för parkbesökarna. Dels har planteringar av en stor mängd växtarter gjorts i filtermaterialet. Planteringarna är avsedda både som visuell njutning men gynnar även den biologiska mångfalden och har till viss del en ytterligare renande inverkan på vattnet. I anläggningen finns även trädäck med sittplatser och bryggor och hoppstenar som gör att besökare kan röra sig genom anläggningen utan att gå i växtbäddarna.
Under de första åren koncentrerar sig gräset och växterna på att etablera sig på den nya platsen och deras rotsystem växer. Först om några år kan man njuta av växtligheten och blomsterprakten.
I mitten av parken ligger en skålad gräsyta för lek och avkoppling. Vid entréerna till parken finns sittplatser och blommande planteringar. En mindre lekpark har anlagts i parken nära Hornsbergs strand. Nya trappor genom naturmarken har anlagts vilket gör det möjligt att gena och ta sig upp på berget och den utsiktsplats som iordningställts. Stora delar av naturmarken och berghällarna har sparats som en del av parken.

### Konstverken
I parken har konstverk av den amerikanske konstnären Stefan Tcherepnin installerats. Den största består av en 280 cm hög skulptur, Morängångaren, i ”Stockholmsblå” fiberglas. I beskrivningen till konstverket står: Med en stav i ett fast grepp tycks Morängångaren söka sig fram bland uråldriga moräner, stenar som legat djupt ned i marken och kommit i dagen då parken rustas upp. Genom staven, som lyser som en vägledande fyr i mörkret och moränlandskapet, gestaltas ett möte mellan det förflutna och nutid på ett symboliskt sätt. Morängångaren har sällskap av en liten familj med Undrande vandrare, tre 80 cm höga skulpturer i fiberglas, en blå, en grön och en rosa.

## Bilder

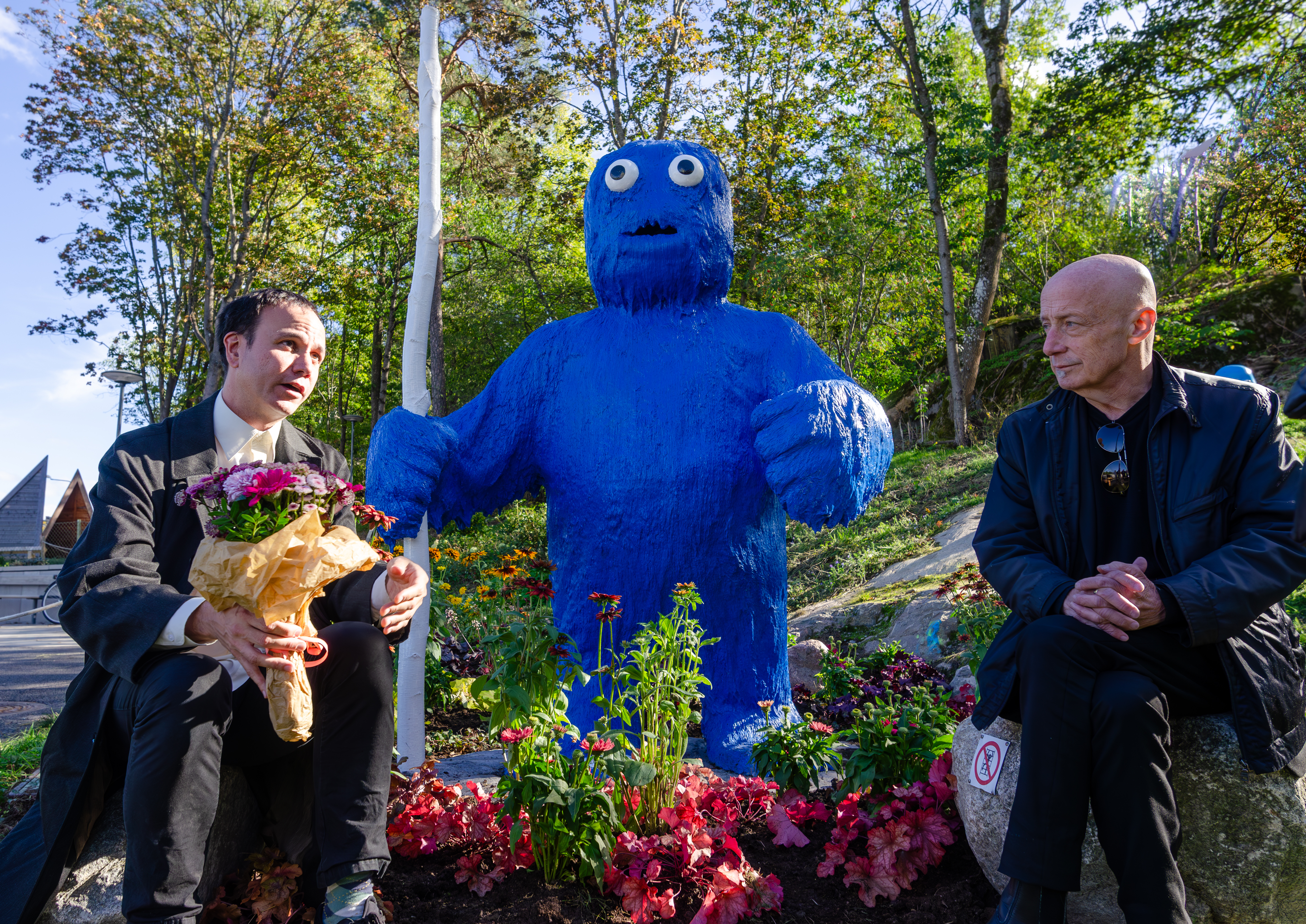
Konstnären Stefan Tcherepnin, som skapat konstverken, och Stefan Hagdahl, chef för Stockholm konst, vid invigningen av Victoria Benedictssons park 2024.
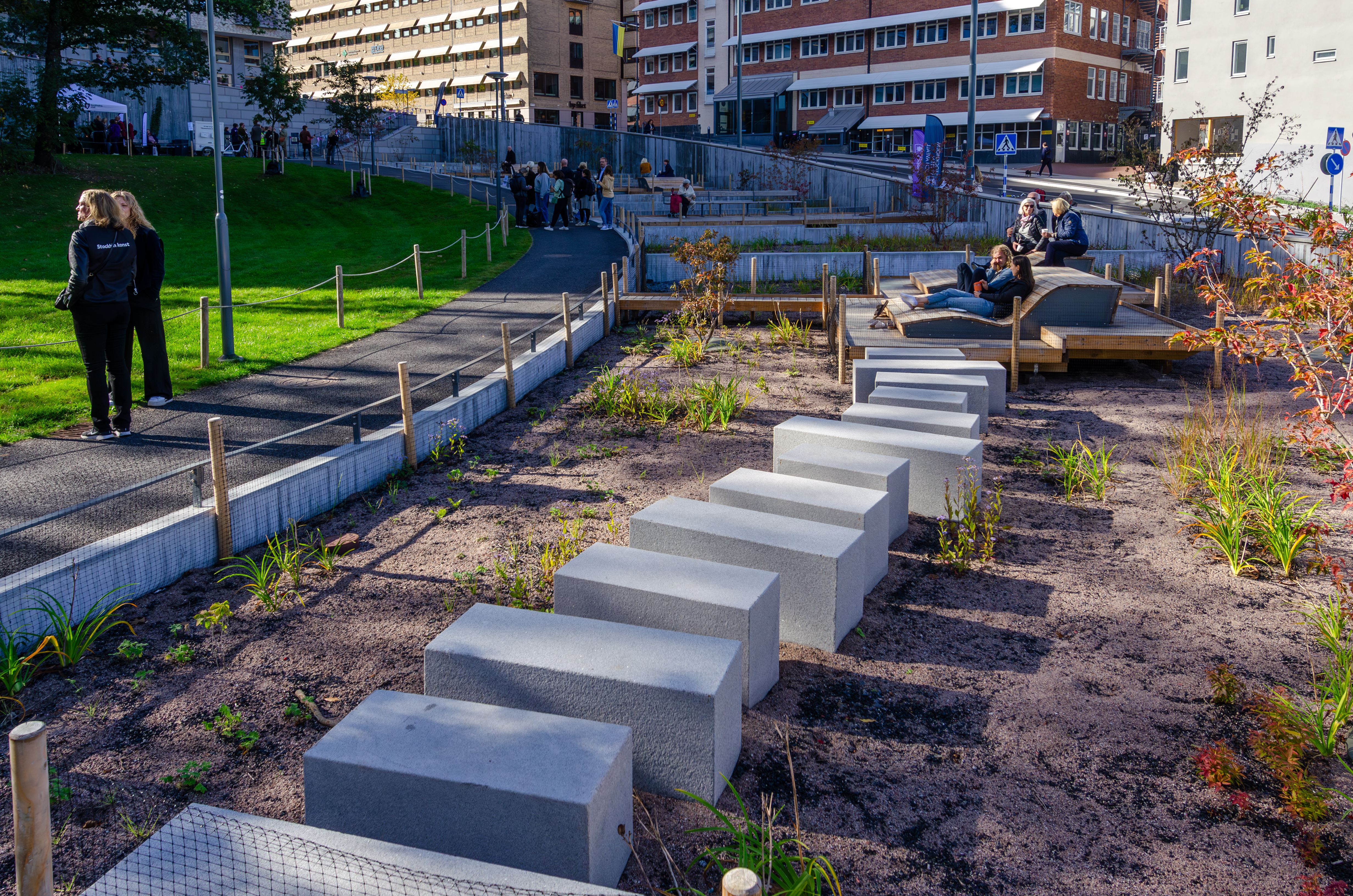
Del av parkområdet efter planteringen på invigningsdagen 2024.
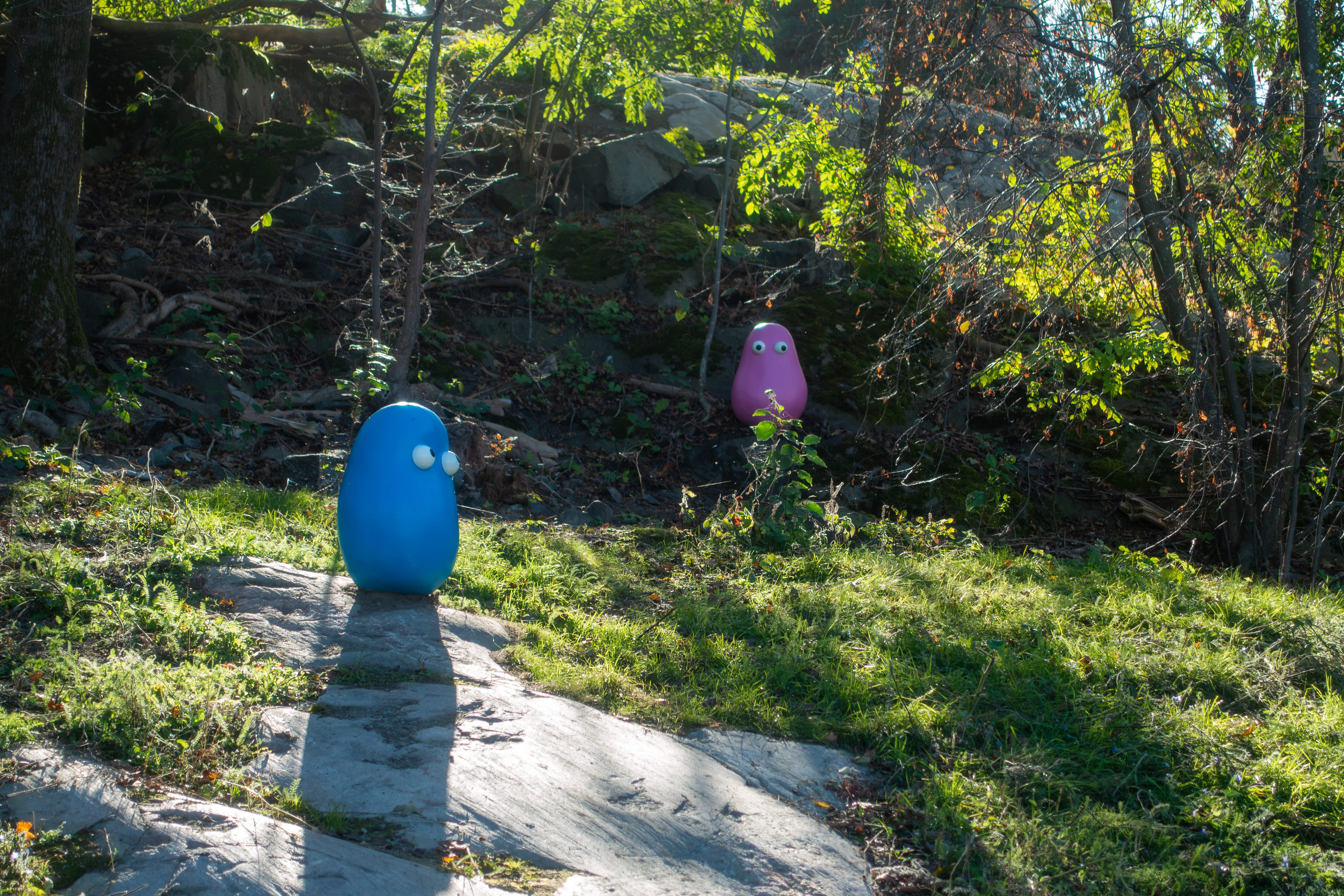
Undrande vandrare. I beskrivningen: Fulla av förväntan följer de Morängångaren medan de lekfullt undersöker landskapet omkring.
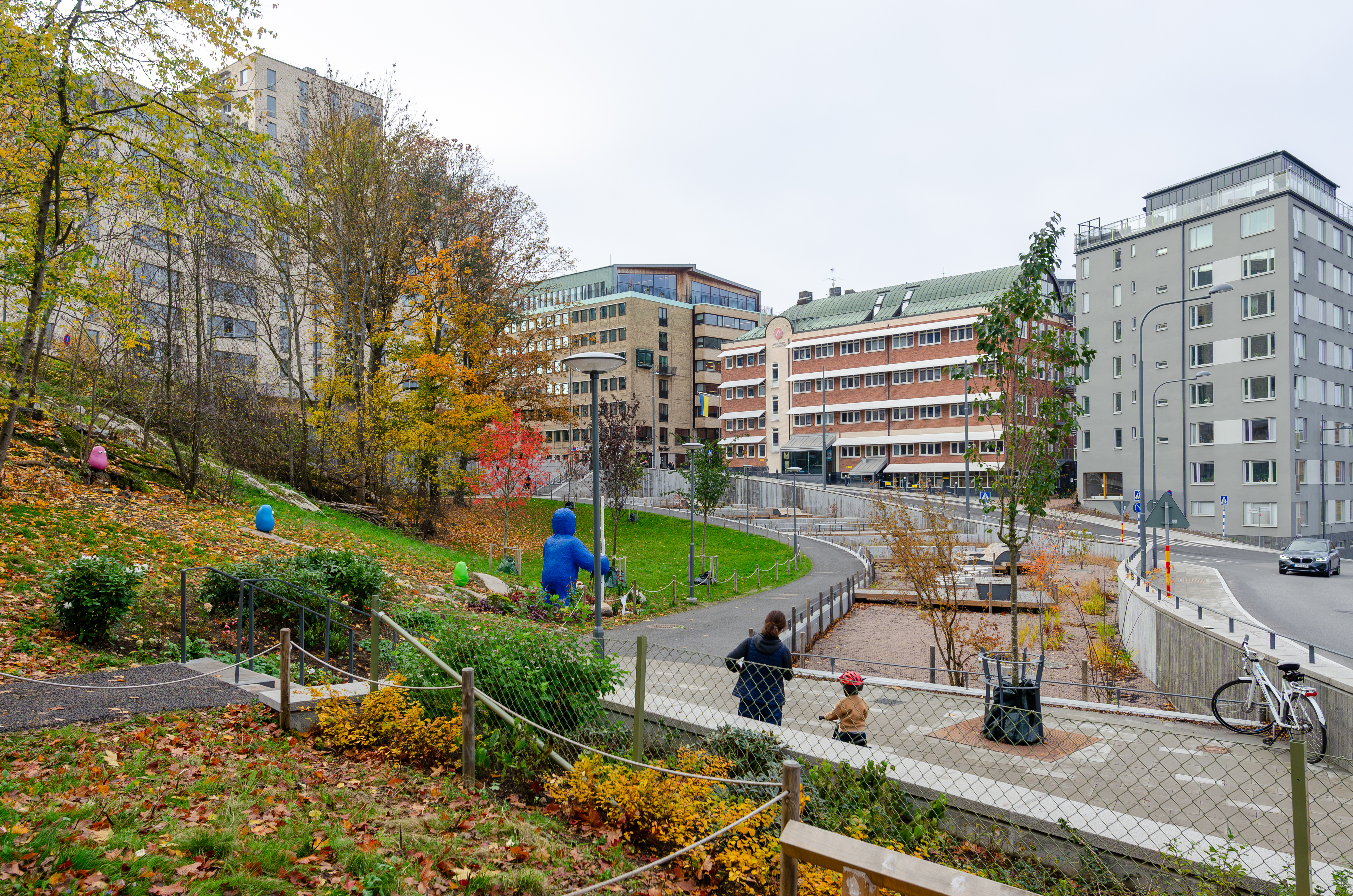
Vy över delar av parkområdet hösten 2024.